# Anton Ferdinand
Anton Julian Ferdinand (Peckham, 1985. február 18. –) Saint Lucia-i és dominikai származású angol korosztályos válogatott labdarúgó.

## Pályafutása

### Klub csapatban
1994-ben, kilenc évesen csatlakozott a West Ham United akadémiájához, ahol bátyja is ekkor szerepelt. 2002 nyarán három éves profi szerződést írt alá a klubnál. 2003. augusztus 9-én mutatkozott be az első csapatban másodosztályban a Preston North End ellen 2–1-re megnyert mérkőzésen. 2005. május 8-án megszerezte a Watford ellen az első gólját a klubban. Júliusban meghosszabbította három évvel a lejáró szerződését. 2006 januárjában az élvonal hónap játékosa lett, ezzel történelmet írt, mivel már testvére is elnyerte korábban a díjat, így ők lettek az első testvérpár akik ebben részesültek.
2008. augusztus 27-én négy évre aláírt a Sunderland csapatához, nyolcmillió fontos átigazolási díj ellenében. 2011. augusztus 31-én a Sunderland elfogadta a Queens Park Rangers Ferdinandért tett ajánlatát. Szeptember 12-én debütált a Newcastle United ellen Danny Gabbidon mellett, a mérkőzés 0–0-ra végződött. Október 23-án a Chelsea elleni mérkőzésen állítólag John Terry rasszista jelzőkkel illette Ferdinandot, illetve a lefújás után Terry elismerte, hogy durva szavakat használt, ám tagadta, hogy rasszista felhanggal tette volna. Az FA független szabályozó bizottsága bűnösnek találta Terryt, ezért négy, az angol szövetség által szervezett mérkőzésről eltiltotta, valamint 220 ezer fontra megbüntette.
2013. január 29-én a török élvonalbeli labdarúgó-bajnokságban szereplő Bursaspor a hivatalos oldalán jelentette be, hogy fél évre kölcsönbe szerződtette Antont. Hét bajnoki és egy kupa mérkőzésen lépett pályára. A kölcsönszerződése lejártával visszatért a QPR-hoz, hogy aztán augusztus elején közös megegyezéssel felbontsa a szerződését. Augusztus 14-én aláírt a szintén török Antalyaspor csapatához három évre. Itt nem kapott elég játéklehetőséget, csak három mérkőzésen léphetett pályára, ezért a szezon végén felbontotta szerződését. Következő klubja a Police United volt, ahol nem sokáig maradt.
2014. augusztus 11-én ingyen érkezett a Reading csapatához. November 4-én a Rotherham United ellen debütált. 2016 májusában bejelentette, hogy szerződése lejártát követően elhagyja a klubot. Augusztus 27-én egy évre aláírt a Southend United együtteséhez. Egy évvel később kiterjesztette szerződését további két évvel.

### Válogatottban
2004. augusztus 27-én mutatkozott be az angol U21-es labdarúgó-válogatottban az ukrán U21-es labdarúgó-válogatott ellen 3–1-re megnyert mérkőzésen. Bekerült a 2007-es U21-es labdarúgó-Európa-bajnokságon részt vevő keretbe, de sérülés miatt csak egy mérkőzésen lépett pályára. A hollandok elleni elődöntő mérkőzésen a 87. percben Leroy Lita cseréjeként lépett pályára és büntetőpárbaj során a második tizenegyesét kihagyta, így kiestek. Felnőtt szinten az ír labdarúgó-válogatottban és a Saint Lucia-i labdarúgó-válogatottban is szerepelhet.

## Család
Bátyja, Rio Ferdinand a Manchester United angol válogatott korábbi labdarúgója. Nagybátyja, Les Ferdinand a Tottenham Hotspur és az angol válogatott korábbi játékosa. Unokatestvére, Kane Ferdinand ír utánpótlás válogatott középpályás.